# Nathalie Gabay
Nathalie Gabay (Brussel, 1965) is een Belgisch voormalig zangeres, vaker kortweg Nathalie genoemd. In 1983 had ze kortstondig succes met het synthpop-nummer "Mon coeur qui craque". 

## Loopbaan

### Muziek
Gabay gaf in juli 1985 te kennen dat frontman Georg Kajanus van de Britse rockgroep Sailor haar mentor was. De Waalse zangeres bracht in 1983 al op 18-jarige leeftijd de single "Mon coeur qui craque" uit ("Mijn hart dat breekt"). De ontdekker van de Queen of Pop Madonna, dj Mark Kamins, ontdekte begin jaren 80 ook Nathalie. Op 10-jarige leeftijd verscheen van haar al een single: "Monsieur l'oiseau".
Gabay werd aan Kamins voorgesteld door een Franse vriend en Kamins lanceerde haar. Haar meeste nummers zong ze in het Engels. Kamins nam haar bekende single "Mon coeur qui craque" op, die haar gemiddeld succes opleverde in België, Duitsland en Italië. "Mon coeur qui craque", in haar moedertaal, was destijds haar derde single na "L'amour OK" en "The beat goes on". 
"Mon coeur qui craque" werd later ook in het Engels opgenomen onder de naam "My Love Won't Let You Down" waarbij de brug in het Frans behouden bleef. In 1984 verscheen "Heaven earth". In 1985 bracht Gabay met "Don't look" nog een vijfde single uit.

### Fotografie
Tussen 1985 en 1989 woonde ze in Parijs, waar ze werkte met zanger en pianist Alain Chamfort. Gabay koos er nadien voor om de schijnwerpers van de showbusiness en de muziekwereld vaarwel te zeggen. Ze werd fotografe en artdirector voor een Belgisch haute-couture-prêt-à-porter-kledingmerk uit Brussel.